# Ling Kang
Ling Kang (chiń. upr. 凌康; ur. 14 marca 1997 roku w Jiangsu) – chiński kierowca wyścigowy.

## Życiorys

### Początki kariery
Ling rozpoczął karierę w międzynarodowych wyścigach samochodowych w 2013 roku od startów w Francuskiej Formule 4, gdzie w ciągu dziewiętnastu wyścigów, w których wystartował, uzbierał łącznie jedenaście punktów. Dało mu to dwudzieste miejsce w końcowej klasyfikacji kierowców.

### Formuła 3
W 2014 roku Chińczyk dołączył do stawki Niemieckiej Formuły 3 oraz Brytyjskiej Formuły 3. W edycji niemieckiej nie zdobywał punktów, a w brytyjskiej z dorobkiem pięciu punktów został sklasyfikowany na siedemnastej pozycji w klasyfikacji generalnej.

### Seria GP3
Podczas ostatniej rundy sezonu 2014, na torze Yas Marina Circuit, Ling Kang dołączył do stawki serii GP3 z włoską ekipą Trident. W pierwszym wyścigu uplasował się na dwudziestej pozycji, a w drugim był szesnasty. Został sklasyfikowany na 28 miejscu w końcowej klasyfikacji kierowców.

## Wyniki

### GP3
| Legenda oznaczeń w tabelach wyników Wyświetl szablon na nowej stronie | Legenda oznaczeń w tabelach wyników Wyświetl szablon na nowej stronie                                                                     |
| Oznaczenie                                                            | Wyjaśnienie |
| --------------------------------------------------------------------- | --- |
| Złoty                                                                 | Zwycięzca lub mistrzostwo |
| Srebrny                                                               | 2. miejsce lub wicemistrzostwo |
| Brązowy                                                               | 3. miejsce lub II wicemistrzostwo |
| Zielony                                                               | Ukończył, punktował (w klasyfikacji generalnej, gdy zdobył co najmniej jeden punkt na przestrzeni sezonu, poza trzema powyższymi opcjami) |
| Niebieski                                                             | Ukończył, nie punktował (w klasyfikacji generalnej, gdy nie zdobył co najmniej jednego punktu na przestrzeni sezonu)                      |
| Czerwony                                                              | Nie zakwalifikował się (NZ) |
| Czerwony                                                              | Nie prekwalifikował się (NPK) |
| Różowy                                                                | Nie ukończył (NU) |
| Różowy                                                                | Niesklasyfikowany (NS) (w klasyfikacji generalnej, gdy nie został sklasyfikowany w żadnym wyścigu sezonu)                                 |
| Czarny                                                                | Zdyskwalifikowany (DK) |
| Czarny                                                                | Wykluczony (WYK/EX) |
| Biały                                                                 | Nie wystartował (NW) |
| Biały                                                                 | Kontuzjowany (K/INJ) |
| Biały                                                                 | Wyścig odwołany (OD/C) |
| Bez koloru                                                            | Został wycofany (WYC/WD) |
| Bez koloru                                                            | Nie przybył (NP/DNA) |
| Bez koloru                                                            | Nie brał udziału w treningach (NT/DNP) |
| Bez koloru                                                            | Nie został zgłoszony (–) |
| Pogrubienie                                                           | Start z pole position |
| Kursywa                                                               | Najszybsze okrążenie wyścigu |
| †                                                                     | Nie ukończył, ale jego rezultat został zaliczony ze względu na przejechanie więcej niż 90% dystansu wyścigu.                              |
| *                                                                     | Sezon w trakcie |
| 1/2/3                                                                 | Punktowana pozycja w sprincie kwalifikacyjnym                                                                                             |
| Lista systemów punktacji Formuły 1                                    | |

| Rok  | Zespół  | Wyniki w poszczególnych eliminacjach | Wyniki w poszczególnych eliminacjach | Wyniki w poszczególnych eliminacjach | Wyniki w poszczególnych eliminacjach | Wyniki w poszczególnych eliminacjach | Wyniki w poszczególnych eliminacjach | Wyniki w poszczególnych eliminacjach | Wyniki w poszczególnych eliminacjach | Wyniki w poszczególnych eliminacjach | Wyniki w poszczególnych eliminacjach | Wyniki w poszczególnych eliminacjach | Wyniki w poszczególnych eliminacjach | Wyniki w poszczególnych eliminacjach | Wyniki w poszczególnych eliminacjach | Wyniki w poszczególnych eliminacjach | Wyniki w poszczególnych eliminacjach | Wyniki w poszczególnych eliminacjach | Wyniki w poszczególnych eliminacjach | Punkty | Pozycja |
| ---- | ------- | ------------------------------------ | ------------------------------------ | ------------------------------------ | ------------------------------------ | ------------------------------------ | ------------------------------------ | ------------------------------------ | ------------------------------------ | ------------------------------------ | ------------------------------------ | ------------------------------------ | ------------------------------------ | ------------------------------------ | ------------------------------------ | ------------------------------------ | ------------------------------------ | ------------------------------------ | ------------------------------------ | ------ | ------- |
| 2014 | Trident | ESP                                  | ESP                                  | AUT                                  | AUT                                  | GBR                                  | GBR                                  | DEU                                  | DEU                                  | HUN                                  | HUN                                  | BEL                                  | BEL                                  | ITA                                  | ITA                                  | RUS                                  | RUS                                  | ARE                                  | ARE                                  | 0      | 28      |
| 2014 | Trident | -                                    | -                                    | -                                    | -                                    | -                                    | -                                    | -                                    | -                                    | -                                    | -                                    | -                                    | -                                    | -                                    | -                                    | -                                    | -                                    | 20                                   | 16                                   | 0      | 28      |

### Podsumowanie
| Sezon | Seria                        | Zespół         | Wyścigi | Zwycięstwa | PP | NO | Podium | Punkty | Pozycja |
| ----- | ---------------------------- | -------------- | ------- | ---------- | -- | -- | ------ | ------ | ------- |
| 2013  | Francuska Formuła 4          |                | 19      | 0          | 0  | 0  | 0      | 11     | 20      |
| 2014  | Brytyjska Formuła 3          | ADM Motorsport | 3       | 0          | 0  | 0  | 0      | 5      | 17      |
| 2014  | Niemiecka Formuła 3          | ADM Motorsport | 5       | 0          | 0  | 1  | 0      | 0      | NS      |
| 2014  | Alpejska Formuła Renault 2.0 | Koiranen GP    | 6       | 0          | 0  | 0  | 0      | 0      | NS      |
| 2014  | Seria GP3                    | Trident        | 2       | 0          | 0  | 0  | 0      | 0      | 28      |